# سفارة تركيا في مالي
سفارة تركيا في مالي هي أرفع تمثيل دبلوماسي لدولة تركيا لدى مالي. تقع السفارة في Bamako ‏ وهي تهدف لتعزيز المصالح التركية في مالي.

## وصلات خارجية
- قائمة سفارات تركيا
- قائمة السفارات في مالي